# Roland Giraud
Roland Giraud, född 14 februari 1942 i Rabat, Franska Marocko, är en fransk skådespelare.

## Roller i urval
- 1978 – Le Pion
- 1979 – Franska kyssar
- 1981 – Le Maître d'école
- 1982 – Le père Noël est une ordure
- 1983 – Papy fait de la résistance
- 1983 – Signes extérieurs de richesse
- 1985 – La vie dissolue de Gérard Floque
- 1985 – Ungkarlsbabyn
- 1991 – Les secrets professionnels du Dr Apfelglück
- 2013 – La cage dorée